# Jol Rosenberg
Jol Rosenberg ist eine deutsche nichtbinäre Person, die vorwiegend im Bereich der Science-Fiction Literatur veröffentlicht. Der Debütroman Das Geflecht. An der Grenze wurde für den Deutschen Science-Fiction-Preis und den Kurd-Laßwitz-Preis nominiert.

## Leben und Werk
Jol Rosenberg lebt in Berlin. Nach dem Studium der Psychologie absolvierte Jol Rosenberg eine Psychotherapieausbildung. Neben Romanen veröffentlicht Rosenberg Kurzgeschichten in verschiedenen Zeitschriften und Anthologien, unter anderem bei Queer*Welten, Future Fiction Magazine sowie c’t – Magazin für Computertechnik.
Rosenbergs erste veröffentlichte Kurzgeschichte, Rechter Haken, erschien im Mai 2021 in den Queer*Welten. Es folgten mehrere Kurzgeschichten und im Oktober 2022 der Debütroman Das Geflecht. An der Grenze, gefolgt von der Dilogie Etomi. Erwachen im Oktober 2023 und Etomi. Aufbruch im März 2024.
Jol Rosenberg betreibt einen queerfeministischen Literaturblog mit Schwerpunkt Science-Fiction und gab im Oktober 2024 die Anthologie Psyche mit Zukunft. Sieg über die Finsternis in mir im Verlag ohneohren heraus.

## Preise und Nominierungen
- 6. Platz beim Deutschen Science-Fiction-Preis 2023 für Das Geflecht. An der Grenze[1]
- 11. Platz beim Kurd-Laßwitz-Preis 2023 für Das Geflecht. An der Grenze[2]
- 3. Platz beim Deutschen Science-Fiction-Preis 2024 für Unterschied in QueerWelten 10, Achje Verlag, 2023[3]

## Werke

### Romane
- Das Geflecht. An der Grenze. Verlag ohneohren 2022, Wien, ISBN 978-3903296435
- Etomi. Erwachen. Plan9 2023, ISBN 978-3948700836
- Etomi. Aufbruch. Plan9 2024, ISBN 978-3948700843

### Herausgeberschaften
- Psyche mit Zukunft. Sieg über die Finsternis in mir. Verlag ohneohren 2024, Wien, ISBN 978-3903296169

### Erzählungen
- Rechter Haken in QueerWelten 5. Ach je Verlag 2021
- Oben in c’t 19/21. Heise-Verlag 2021
- Wiederverwertung in Ralf H. Schneider und Lars Schmeink: Future Work - Die Arbeit von Übermorgen. KIT-Verlag 2021, ISBN 978-3731511090
- Eine Frage des Stils in: S.M. Gruber, Nadja Kosolowsky, Liv Modes, Len Pauli und Katharina Stein: Großstadt Geheimnisse. Funkentanz im Dämmergrund. BerlinAuthors 2021, ISBN 978-3755716006
- Geschäftsessen in c’t 3/22. Heise-Verlag 2022
- Frischer Exquisit-Rasen mit Bolvan an Trak und Upsen in: Ellen Norten: Das Alien tanzt im Schlaraffenland. p.machinery 2022, ISBN 978-3957652690
- Sehnsucht in Janika Rehak und Yvonne Tunnat: Der Tod kommt auf Zahnrädern. Amrûn Verlag 2022, ISBN 978-3-95869-500-9
- Durch die Tür in Future Fiction Magazine 3. 2022
- Auf Abwegen in Marianne Labisch: Jenseits der Traumgrenze. p. Machinery 2023, ISBN 978-3957653116
- Bergungsmission in c’t 4/23. Heise Verlag 2023
- Unterschied in QueerWelten 10. Achje Verlag 2023
- Familienhilfe in In andere Welten. A7l books 2023, ISBN 978-3989423220
- Ankommen in Marianne Labisch: Strandgut. Hirnkost, 2024, ISBN 978-3988570543
- Einheit 3 und Autoreparatur in Magret Kindermann: Anthologie-Trilogie #2. 2024, ISBN 978-3-7579-3411-8
- Das Lied der einsamen Maschine in Melanie Schneider, Saskia Dreßler: Neuropunk. Perspektivenwechsel. Verlag Weltenruder 2024, ISBN 978-3911259002
- HHH in Jol Rosenberg: Psyche mit Zukunft. Sieg über die Finsternis in mir. Verlag ohneohren 2024, ISBN 978-3903296169
- Ein Haufen Schrott in c’t 3/25, Heise Verlag 2025